# Méthode de Delphes
Pour les articles homonymes, voir Delphi.
La méthode de Delphes (en anglais Delphi) est une méthode de prévision, utilisée en particulier en gestion de projet ou en prévision économique. Le principe de cette méthode est que des prévisions réalisées par un groupe d'experts structuré sont généralement plus fiables que celles faites par des groupes non structurés ou des individus. 

## Présentation de la méthode

### Étymologie du nom
Le nom de « Delphes » vient de la ville grecque de Delphes où la pythie, l'Oracle de Delphes, faisait ses prédictions.

### Définition
La méthode de Delphes est une méthode visant à organiser la consultation d’experts sur un sujet précis. Cette méthode n’est pas réservée qu’aux autorités scientifiques. Le terme d’« expert » renvoie aux personnes ayant une bonne connaissance pratique, politique, légale ou administrative d’un sujet précis avec une légitimité suffisante. En 1975, Harold A. Linstone (en) et Murray Turoff (en) ont proposé une définition qui selon eux résume la méthode ainsi que ses objectifs : 
La méthode de Delphes peut être caractérisée comme une méthode pour structurer un procédé de communication de groupe de sorte que le processus soit efficace en permettant à un groupe d'individus, dans l'ensemble, de traiter un problème complexe.
Pour compléter cette dernière il convient d’ajouter celle de l’IIASA (International Institute for Applied Systems Analysis) qui explique plus précisément le processus de cette méthode :
La méthode de Delphes se compose d'une série d'interrogations répétées, habituellement au moyen de questionnaires, d'un groupe d'individus dont les avis ou les jugements sont d'intérêt. Après l'interrogation initiale de chaque individu, chaque interrogation suivante est accompagnée de l'information concernant les réponses du tour précédent. L'individu est ainsi encouragé à reconsidérer et, si approprié, à changer sa réponse précédente à la lumière des réponses des autres membres du groupe.
Enfin, selon Fowles[réf. nécessaire], la méthode se définit par trois caractéristiques principales : l'anonymat, la rétroaction et la réponse statistique. L'interaction de groupe est anonyme, dans le sens où les commentaires, les prévisions sont présentés au groupe de façon à supprimer n'importe quelle identification.
La méthode de Delphes a pour but :
- de mettre en évidence des convergences et des consensus sur les orientations à donner au projet à l’aide de questionnaires soumis aux experts ;
- d’apporter un éclairage sur des zones d’incertitude en vue d’une aide à la décision et d’une vérification de l’opportunité et de la faisabilité du projet.

### Histoire
La méthode de Delphes, développée en 1948 aux États-Unis par les chercheurs Norman Dalkey et Olaf Helmer de RAND Corporation, avait pour but d'évaluer la direction des tendances à long terme, avec une considération particulière pour la science et la technologie, et leurs effets probables sur la société. D'importantes améliorations ont été apportées à cette méthode au cours des années. Par exemple l'utilisation de programmes informatiques permettant de simuler différentes combinaisons des opinions et idées individuelles.
Le mot Delphes se rapporte au temple sacré des oracles de la Grèce antique. Cependant, Helmer et Dalkey, les fondateurs de la méthode, trouvaient malheureux qu'une méthode censée être à l'opposé de la prophétie soit connue sous ce nom.

## Mise en œuvre de la méthode

### Acteurs
Deux types d’acteurs interviennent dans cette méthode :
- Les analystes sont chargés d’organiser le dispositif DELPHI, c’est-à-dire sélectionner les « experts », de rédiger les versions successives des questionnaires, d’analyser et d’exploiter les résultats.
- Les experts sont les personnes qui seront consultées durant le processus DELPHI (complète les questionnaires). Le nombre d’experts n’est pas figé. Plutôt que la quantité, il importe ici de veiller à la représentativité et la légitimité de chacun.

### Étapes de la méthode
Il existe de nombreuses variantes à la méthode de Delphes. Voici une variante classique, à 4 étapes.
- Etape 1 : définir avec rigueur et précision l’objet sur lequel portera la méthode de Delphes. L’objet correspond au problème que vont devoir examiner les experts et les grands questionnements liés à ce problème. Il est important de passer du temps à définir l’objet sinon cela peut entraîner les experts dans un processus incertain.
- Etape 2 : Choisir les experts. Ce choix s’effectue selon différents critères, notamment leur indépendance et leur excellente connaissance de l’objet. Il est recommandé que le nombre final d’experts ne soit pas inférieur à 25. Cela veut dire qu’il faut en prévoir un nombre plus importants au départ pour tenir compte des refus et des abandons.
- Etape 3 : Elaborer un questionnaire. Les questions doivent être ciblées, précises et éventuellement quantifiables.
- Etape 4 : Administrer le questionnaire et traiter les réponses. Le premier questionnaire, qui sert de base, sera juste enrichi, à chaque tour par des résultats et commentaires générés précédemment.

C'est un processus qui aujourd'hui, se fait assez rapidement grâce à l'intervention des systèmes d'information.
Au deuxième tour de questionnaire, les experts reçoivent les résultats du premier tour et doivent à nouveau se prononcer sur le questionnaire, connaissant désormais l’opinion du groupe. Le quatrième tour donnera les réponses définitives c’est-à-dire les opinions consensuelles médianes et la dispersion des opinions autour de cette médiane.
À l’issue de la méthode de Delphes, les analystes rédigent un rapport synthétique.
Le premier questionnaire a pour objectif de repérer la médiane et l'intervalle interquartile. Ensuite, le deuxième questionnaire (Q2) a pour but de réduire les positions contradictoires (c'est-à-dire l'intervalle Q1-Q3). Dans un troisième temps, un nouveau questionnaire (Q3) est réalisé. Il vise à opposer les réponses extrêmes en rapprochant leurs arguments. C’est le quatrième questionnaire qui donne la réponse définitive.

### Différents types de méthodes de Delphes
Il existe trois sortes de méthode de Delphes :
- La méthode de Delphes conventionnelle, qui est sous version papier et crayon.
- La conférence de Delphes, qui met les acteurs en face à face. Elle transforme le processus en un système de communication en temps réel.
- La méthode de Delphes politique, qui traite de sujets politique dans le but d’examiner toutes les possibilités, opinions et raisons.

## Atouts
La méthode permet de générer des consensus raisonnés qui pourront servir à légitimer certaines décisions futures à prendre sur un projet. 
Elle permet de collecter une information riche et abondante et peut être appliquée dans des domaines très variés (gestion, économie, technique, sciences sociales, etc.). 
Même si les personnes ne disposent pas de qualités particulières en communication, elles peuvent partager leurs expertises et compétences à travers cette méthode. Cette dernière ouvre parfois sur des perspectives ou des hypothèses non envisagées par les analystes. 

## Limites
La méthode est relativement lourde et fastidieuse tant pour les analystes que pour les experts (4 tours de questionnaire). Le taux d’abandon de la part des participants est dû au nombre de tours qui peut être trop important, ce qui constitue un défaut majeur de cette méthode.
Elle suppose de plus une excellente capacité des analystes au niveau des traitements des réponses et de la conduite maîtrisée de tout l’exercice. En conséquence, les résultats obtenus peuvent être jugés très dépendants du choix des experts.
Le travail de synthèse peut être trop étoffé et parfois mal réalisé en raison du grand nombre de réponses possibles,
Enfin, la méthode de Delphes est relativement coûteuse.